# 멜로그루

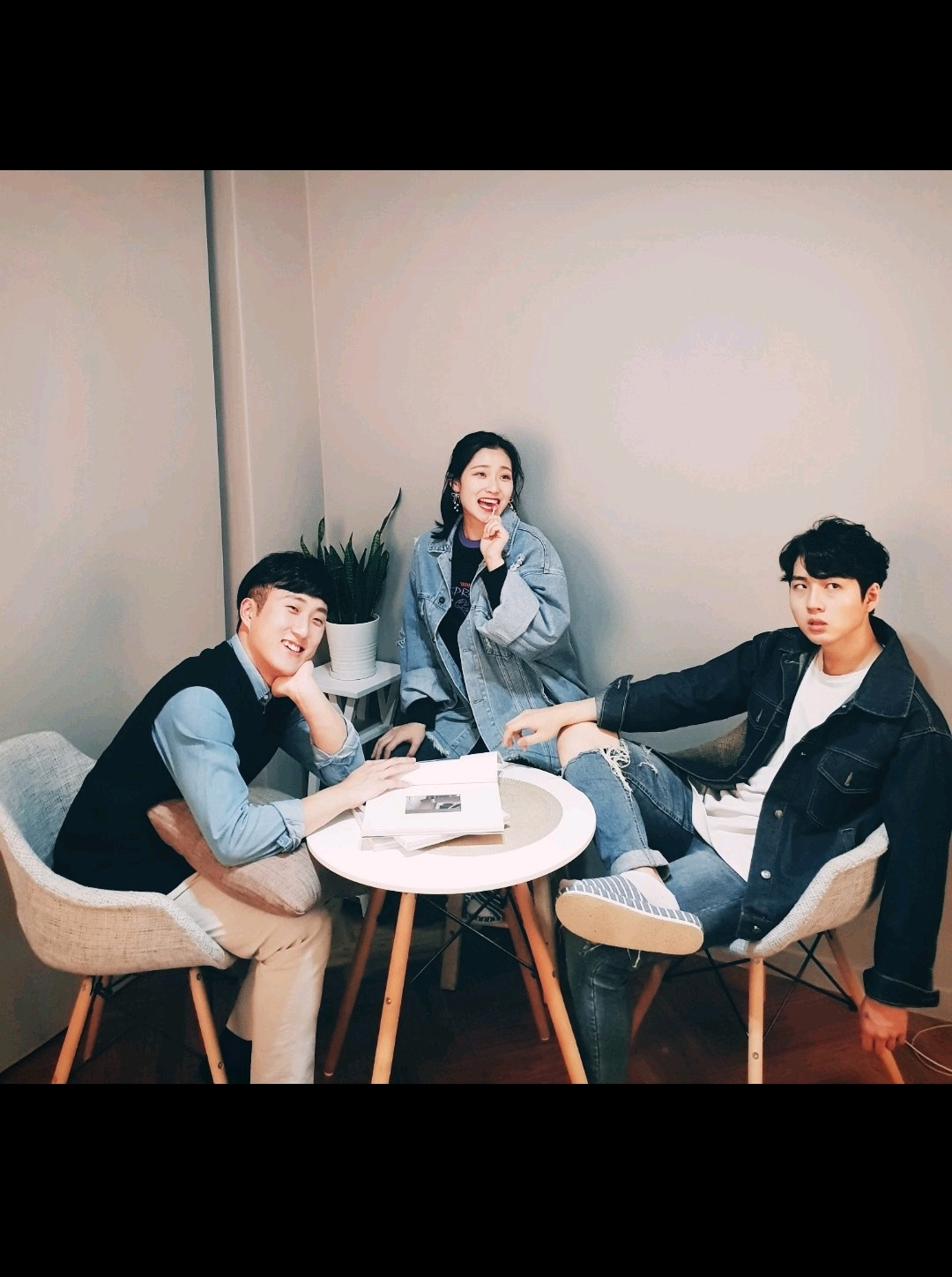
좌측 신엽 중앙 연하 우측 선재

멜로그루는 대한민국의 3인조 어쿠스틱기타로 만들어내는 알앤비음악을 하는 음악 그룹이다. 2018년 4월에 싱글앨범 '그리워해'로 데뷔하였다
멜로그루는 "멜로디가 열리는 나무 한그루"의 약자로 멤버 세명이 작사,작곡이 가능하며 각자 열매 , 잎 , 뿌리처럼 다양한 색의 노래를 작사,작곡한다.
첫 싱글앨범 '그리워해'는 보컬 예솔이 '미안해 , 이 밤' 혜빈이 보컬로 참여했으며 2018년 10월 국제대 출신 조연하가 보컬로 들어옴

## 구성원
| 이름 | 소개 |
| ---- | --- |
| 카노 | - 본명: 이선재 - 생년월일: 1997년 6월 14일 - 출생지: 대한민국 - 데뷔: 2018년 멜로그루 디지털 싱글 앨범 [그리워해] |
| 신엽 | - 본명: 조신엽 - 생년월일: 1994년 2월 18일 - 출생지: 대한민국 - 데뷔: 2018년 멜로그루 디지털 싱글 앨범 [그리워해  |
| 연하 | - 본명: 조연하 - 생년월일: 1997년 9월 2일 - 출생지: 대한민국 - 데뷔: 2018년 멜로그루 디지털 싱글 앨범 [그리워해   |

## 음반 목록

### 싱글
- 그리워해
- 미안해
- 이 밤